# 청자 상감운학문 화분
청자 상감 운학문 화분(靑磁 象嵌雲鶴文 花盆)은 대한민국 경기도 용인시 처인구 포곡읍에 있는 고려시대의 청자 화분이다. 1990년 5월 21일 대한민국의 보물 제1030호로 지정되었다.

## 같이 보기
- 청자

## 참고 자료
- 청자 상감운학문 화분 - 국가유산청 국가유산포털